# Orbea schweinfurthii
Orbea schweinfurthii es una especie de planta suculenta perteneciente al género Caralluma. 

## Descripción
Es una planta perenne, suculenta, que alcanza un tamaño de 0,02-0,04 m de altura. Se encuentra a una altitud de 900 - 1100 metros en Zambia.

## Taxonomía
Orbea schweinfurthii fue descrita por (A.Berger) Bruyns y publicado en Aloe 37(4): 76. 2000.
Etimología
Orbea: nombre genérico
schweinfurthii: epíteto otorgado en honor del botánico alemán Georg August Schweinfurth
Sinonimia
- Angolluma schweinfurthii (A.Berger) Plowes
- Caralluma schweinfurthii A.Berger
- Pachycymbium schweinfurthii (A. Berger) M.G. Gilbert	[3]